# Alberto Peratoner
Alberto Peratoner (Catania, 18 giugno 1862 – Catania, 28 novembre 1925) è stato un chimico italiano.

## Biografia
Nacque in una famiglia benestante, figlio di Augusto, di origine austriaca, e di Emilia Jacob, tedesca.
Frequentò inizialmente l'Università di Catania e già nel gennaio 1881, quando era ancora studente, divenne preparatore del gabinetto universitario sotto la direzione di Michele Fileti, professore ordinario di chimica generale. Nel dicembre dello stesso anno il docente passò all'Università di Torino e Peratoner lo seguì; qui si laureò nel 1886, mantenendo l'incarico di preparatore del gabinetto di chimica a Torino fino al 1887.
Durante questi anni si dedicò agli studi sulla sintesi dell'acido bibromosalicilico, che pubblicò sulla Gazzetta chimica italiana nel 1886.
Nel 1887 tornò in Sicilia e divenne assistente di Emanuele Paternò all'Università di Palermo, che era succeduto alla guida del laboratorio chimico dopo il trasferimento di Stanislao Cannizzaro a Roma.